# Колійна машинна станція

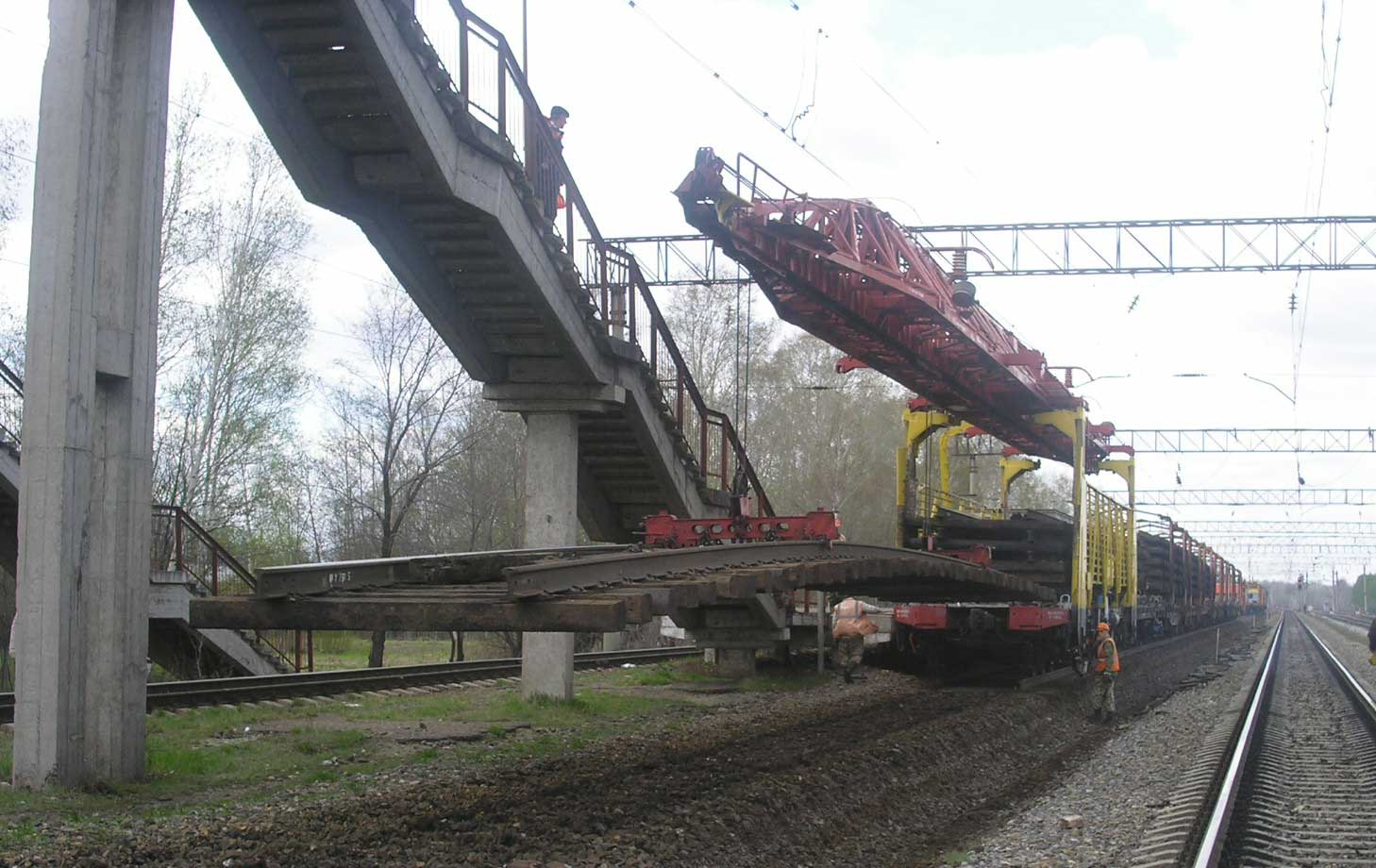
Знімання ланки КМС

Колійна машинна станція (КМС) — механізоване рухоме підприємство колійного господарства, яке виконує планові роботи щодо ремонту колії на експлуатаційних частинах залізниці. Як правило, КМС складається із підготовчої, основної та опоряджувальної колон (ланкову колію збирають та розбирають на автоматичних та напівавтоматичних лініях виробництва). Одне із структурних підприємств АТ «Укрзалізниця».

## Історія виникнення
1 квітня 1936 року Л. М. Каганович видав наказ 35/Ц «Об организации машинно-путевых станций» і на Московсько-Курській залізниці виникло 50 машино-колійних станцій. Через різке збільшення колійних робіт було прийнято рішення (наказ № 365/Ц з 20 квітня 1944 року) про створення ще 10 додаткових КМС. 30 квітня 1953 року в зв'язку з постановою Ради Міністрів СРСР № 1140 було організовано Всесоюзний трест по реконструкції залізничних колій «Рекколія». У 1952–1955 рр. було створено ще 18 нових КМС (загалом 82 у «Рекколії»).

## Призначення
КМС виконує такі види ремонтів як: реконструкція верхньої будови колії, всі види капітального ремонту, підсилення середнього, середній та підйомочні ремонти колії, заміна стрілочних переводів, заміна рейок нових та старих, підсилення земляного полотна, захист від снігових заметів та затоплення колії. Важливою задачею КМС є збільшення ефективності виконання наданих у графік руху поїздів «вікон», зниження втрат через затримку поїздів, на основі надання прогресивних технологій і найкращого використання машин і механізмів.

## Списки колійно-машинних станцій Укрзалізниці
- Донецька залізниця:
  - КМС-7 Ясинувата;
  - КМС-9 Дебальцеве;
  - КМС-10 Лиман;
  - КМС-62 Микитівка;
  - КМС-134 Попасна;
  - КМС-135 Покровськ (перетворено на Донецький ЦМКР філії "ЦРЕКМ");
  - КМС-191 Іловайськ;
  - КМС-222 Старобільськ.
- Львівська залізниця:
  - КМС-123 Рівне;
  - КМС-124 Чернівці;
  - КМС-125 Дубляни;
  - КМС-198 Ужгород;
- Одеська залізниця:
  - КМС-63 Знам'янка;
  - КМС-127 Снігурівка (в 2021 році приєднано до КМС-261);
  - КМС-128 Вапнярка;
  - КМС-129 Цвіткове;
  - КМС-261 Усатове.
- Південна залізниця:
  - КМС-39 Основа;
  - КМС-213 Люботин (в 2021 році приєднано до КМС-39);
  - КМС-131 Харків (в 2021 році приєднано до КМС-39);
  - КМС-132 Полтава;
  - КМС-133 Куп'янськ;
  - КМС-265 Полтава (перетворено на Полтавський ЦМКР філії "ЦРЕКМ")
- Південно-Західна залізниця:
  - КМС-79 Жмеринка;
  - КМС-119 Конотоп;
  - КМС-120 Козятин II;
  - КМС-121 Київ (перетворено на Київський ЦМКР філії "ЦРЕКМ");
  - КМС-122 Коростень;
  - КМС-193 Шепетівка (в 2021 році приєднано до КМС-120);
  - КМС-221 Гречани (приєднано до КМС-276);
  - КМС-276 Старокостянтинів
  - КМС-285 Бахмач;
  - КМС-295 Житомир (перетворено на Житомирський КРМЗ філії "ЦРЕКМ");
- Придніпровська залізниця:
  - КМС-6 Іларіонове;
  - КМС-80 Батуринська;
  - КМС-136 Федорівка;
  - КМС-137 Новоолексіївка;
  - КМС-202 Верхівцеве (перетворено на Верхівцевський ЦМКР філії "ЦРЕКМ");
  - КМС-237 П'ятихатки.